# Lusinete Aciole de Queiroz
Lusinete Aciole de Queiroz (1944 - 2008) fue una bióloga, botánica, micóloga, curadora, y profesora brasileña. Jefa y subjefa del Departamento de Micología del Centro de Ciencias Biológicas de la UFPE

## Biografía
En 1979, obtuvo el doctorado en ciencias (microbiología e inmunología) por la Universidad de São Paulo, siendo becaria del Consejo Nacional de Desenvolvimiento Científico y Tecnológico, CNPq, Brasil.
Desde 1968, es profesora de la Universidad Federal de Pernambuco. Tiene experiencia en microbiología, con énfasis en microbiología aplicada, actuando sobre taxonomía de Filobasidiella, Cryptococcus neoformans.

## Algunas publicaciones
- ALENCAR, E. M. B.; SOUZA-MOTTA, C. M.; WALTER, B. S.; SANTOS, R. M. P.; MARQUES, O. M.; QUEIROZ, Lusinete Aciole de. 2009. Fermentation capacity of Saccharomyces cerevisiae cultures. Brazilian Archives of Biology and Technology 52 (4): 819-824 10.1590/S1516-89132009000400004.

- SANTANA, L. S.; COSTA, M. F. S.; QUEIROZ, L. A. 2007. Ocorrência de Cryptococcus neoformans (Sanfelice) vuillemin (1901) em excretas de pombos no perímetro urbano de Salvador, Bahía, Brasil. Sitientibus. Série Ciências Biológicas 7: 170-175

- CAMBUIM, I. I. N.; NEVES, R. P.; QUEIROZ, L. A. 2007. Fusarium lateritium (NEES) como agente de fungemia em um paciente infectado com o vírus da imunodeficiência humana (HIV). Brazilian Journal of Microbiology 38: 285-286

- BARRETO, A. C.; OLIVEIRA, N. T.; NEVES, R. P.; MAGALHÃES, O. M. C.; QUEIROZ, L. A. 2006. Caracterização fisiológica de culturas não monocelulares e monocelulares de espécies de Malassezia. Revista Brasileira de Análises Clínicas 38: 213-216

- CERQUEIRA, D. P. G.; NEVES, R. P.; MAGALHÃES, O. M. C.; MOTA, C. M. S.; QUEIROZ, L. A. 2005. Pathogenic aspects of EPIDERMOPHYTON FLOCCOSUM Langeron et Milochevitch as a possible aethiological agent of Tinea capitis. Brazilian Journal of Microbiology, São Paulo 36: 26-27

- NEVES, R. P.; MAGALHÃES, O. M. C.; LUCAS, M.; MOTA, C. M. S.; QUEIROZ, L. A. 2005. IDENTIFICATION AND PATHOGENICITY OF MALASSEZIA SPECIES ISOLATED FROM HUMAN HEALTHY SKIN AND WITH MACULES. Brazilian Journal of Microbiology, São Paulo 36: 114-117

- MACÊDO, D.C; NEVES, R. P.; MAGALHÃES, O. M. C.; SOUZA, C. M.; QUEIROZ, L. A. 2005. PATHOGENIC ASPECTS OF EPIDERMOPHYTON FLOCCOSUM LANGERON ET MILOCHEVITCH AS A POSSIBLE AETHIOLOGICAL AGENT OF TINEA CAPITIS. Journal of Brazilian Society of Microbiology (en línea) 36: 36-37

- SIQUEIRA, A. B. S.; TOSCANO, M. G.; IRMAO, J. I.; GIAMPAOLI, V.; QUEIROZ, L. A. 2005. Dermatomicoses e enteroparasitoses em escolares da comunidade de Brasília Teimosa, Recife-PE, Brasil / Dermatomycosis and enteroparasitosis in students of the Brasilia Teimosa community, Recife-PE, Brasil. Revista Brasileira de Análises Clínicas 37: 71-75

- SOUZA, C. M.; QUEIROZ, L. A.; SOUZA, C. M. M.; MAGALHÃES, O. M. C.; NEVES, R. P.; CAVALCANTE, M. A. Q. 2004. Viability and Capacity of Fermentation and Flocculatio of Pichia Hansen Strains stored under mineral oil (Plelo). Brazilian Journal of Mycrobiologiy

- COSTA, M. S. F.; VICTOR, M. C.; ALENCAR, E. M. B.; MENDES, G. P.; SANTOS, M. A. DOS; CARNEIRO, R. M.; QUEIROZ, L. A. 2002. Ocorrência de Paracoccidioidomicose-Infecção e Histoplasmose-Infecção em área rural do município de Nazaré da Mata, Pernambuco, Brasil. Revista Iberoamericana de Micologia

- VICTOR, M. C.; MENDES, G. P.; ALENCAR, E. M. B.; COSTA, M. S. F.; SANTOS, M. A. DOS; CARNEIRO, R. M.; QUEIROZ, L. A. 2002. Detecção de Paracoccidioidomicose e Histoplasmose em Áreas Rurais do Município de Nazaré da Mata, Pernambuco. Revista Iberoamericana

- SILVA, J. S.; QUEIROZ, L. A. 2002. The in vitro degradation of elastin by the fungus Fusarium solani (Mart.) Appel & Wollenw. Snyd. & Hans. Mycopathologia

- SILVA, J. S.; QUEIROZ, L. A. 2002. In vitro keratin degradation of horse mane by the fungus Fusarium solani (Mart.) Appel & Wollenw. Synd. & Hans. Mycopathologia

## Libros
- WANKE, B.; QUEIROZ, L. A.; MAGALHÃES, O. M. C.; PINTO, F. 1999. Pneumonia Micótica. In: Fernando Pinto (org.) Pneumologia Clínica. Río de Janeiro: Atheneu, v. 1

## En Congresos
En Resumos IV CONGRESSO BRASILEIRO DE MICOLOGIA, OURO PRETO-MINAS GERAIS. SÃO PAULO - SOCIEDADE BRASILEIRA DE MICOLOGIA, 2004. v. ÚNICO
- GOMEW, B. S.; QUEIROZ, L. A.; MAGALHÃES, O. M. C.; NEVES, R. P. CORRELAÇÃO EMTRE ALERGEMOS E PRESENÇA DE LEVEDURAS NA SECREÇÃO VAGINAL EM MULHERES ATENDIDAS NO LABORATÓRIO DE GINECOLOGIA DE UM CENTRO DE SAÚDE DA CIDADE DO PAULISTA, p. 89.
- QUEIROZ, L. A.; MAGALHÃES, O. M. C.; NEVES, R. P.; LACERDA FILHO, A. M.; LIR, C. CROMOMICOSE: RELATO DE CASO, p. 90.
- QUEIROZ, L. A.; MAGALHÃES, O. M. C.; NEVES, R. P.; SILVA, G. K. B. FUNGEMIA POR cryptoccocus neoformans EM PACIENTES COM A SINDROME DA IMUNODEFICIÊNCIA ADQUIRIDA, p. 121.
- CAMBUIM, I. I. N.; QUEIROZ, L. A.; MAGALHÃES, O. M. C.; NEVES, R. P. FUNGEMIA POR Histoplasma capsulatum EM PACIENTES COM A SINDROME DA IMUNODEFICIENCIA ADQUIRIDA, p. 121.

En Resumos VIII International Meeting Paracoccidioidomicosis, Pirenópolis-GO, Brazil. Anual Review of Biomedical Sciences. Botucatú-SP - Fundação Editora da UNESP, v. único. 2002.
- QUEIROZ, L. A.; LACERDA FILHO, A. M.; DUARTE, F. N.; CORREIA, J.; BURÉGIO, S. R. S.; COSTA, M. F. S.; VITOR, M. C.; NEVES, R. P.; MAGALHÃES, O. M. C.; OLIVEIRA, G. G.; SILVA, G. K. B.; VIDAL, R. V.; LEITE, A. C. M. Paracoccidioidomicosis in Pernambuco, Brazil, p. 74.
- QUEIROZ, L. A.; LACERDA FILHO, A. M.; LEITE, A. C. M.; OLIVEIRA, G. G.; SILVA, G. K. B.; DUARTE, F. N.; CORREIA, J.; MAGALHÃES, O. M. C.; NEVES, R. P.; VIDAL, R. V.; COSTA, M. S. F.; BURÉGIO, S. R. S.; VITOR, M. C. Presumptive diagnostic of Paracoccidioidomicosis in Pernambuco, Brazil, p. 75.

En Resumos III Congresso Brasileiro de Micologia, Águas de Lindóia. Micologia - Desenvolvimento e perspectivas para o milênio, 2001
- SANTOS, M. A.; ALENCAR, E. M. B.; COSTA, M. S. F.; MENDES, G. P.; VITOR, M. C.; QUEIROZ, L. A.; OLIVEIRA, N. T.; CORDEIRO-NETO, F. Aspectos morfologicos e perfil isoenzimatico de amostras de Trichophyton tonsurans Malmastein 1845, p. 60.
- NEVES, R. P.; MAGALHÃES, O. M. C.; LACERDA FILHO, A. M.; QUEIROZ, L. A. Cryptococcus neoformans isolado de lesão cutânea, p. 66-67.
- ALENCAR, E. M. B.; SANTOS, M. A.; COSTA, M. S. F.; MENDES, G. P.; VITOR, M. C.; SILVA-FILHO, E.; ALMEIDA, J. S.; QUEIROZ, L. A. Leveduras isoladas de mosto de cana-de-açucar usado para produção de álcool carburante, p. 74.
- COSTA, M. S. F.; VITOR, M. C.; ALENCAR, E. M. B.; MENDES, G. P.; SANTOS, M. A.; QUEIROZ, L. A.; CARNEIRO, R. M. Ocorrência de Paracoccidioidomicose-infecção e Histoplasmose-infecção em área rural do município de Nazaré da Mata, Pernambuco, Brasil, p. 102.
- MAGALHÃES, O. M. C.; NEVES, R. P.; LACERDA FILHO, A. M.; QUEIROZ, L. A.; MOTA, C. M. S. Ocorrência de Acremonium curvulum W.Gams em micetoma podal, p. 105.
- MAGALHÃES, O. M. C.; NEVES, R. P.; LACERDA FILHO, A. M.; QUEIROZ, L. A. Ocorrência simultânea de criptococose e paracoccidioidomicose em criança internada em Instituto Materno Infantil de Pernambuco, p. 105-106.
- VITOR, M. C.; COSTA, M. S. F.; ALENCAR, E. M. B.; MENDES, G. P.; SANTOS, M. A.; SANTANA, J. V.; CARNEIRO, R. M.; QUEIROZ, L. A. Detecção de Paracoccidoidomicose e Histoplasmose em áreas rurais do município de Nazaré da Mata, PE (Brasil), p. 106.
- SIQUEIRA, A. B. S.; QUEIROZ, L. A.; IRMAO, J. I. Dermatomicoses e Enteroparasitoses em escolares da comunidade de Brasília Teimosa, Recife-PE, p. 113.
- SILVEIRA, A. C. B.; QUEIROZ, L. A.; MAGALHÃES, O. M. C. Ocorrência de Malassezia furfur (Robin) Baillon 1889 em escamas de pele aparentemente sã e de pele com manchas características de pitiríase versicolor, p. 117.
- QUEIROZ, L. A.; SOUZA, L. B. S. Fungemia em pacientes Imunocomprometidos internos em Hospitais do Recife-PE, p. 118.

En Anais IX Congresso de Iniciação Científica da UFPE - II Congresso de Ensino, Pesquisa e Extensão da UFPE, Recife, 2001, v. 1.
- DUARTE, F. N.; QUEIROZ, L. A. Diagnóstico de Micoses Sistêmicas a través do Exame Direto e Cultura
- VIDAL, R. V.; QUEIROZ, L. A. Imunodiagnóstico presuntivo da Paracoccidioidomicose em pacientes atendidos nos Hospitais da cidade do Recife-PE

## Membresías
- Sociedad Botánica de Brasil[5]

- Portal:Biografías. Contenido relacionado con Botánica.
- Portal:Biología. Contenido relacionado con Taxonomía.